# Sit blau
El sit blau (Emberiza siemsseni) és un ocell de la família dels emberízids (Emberizidae).

## Hàbitat i distribució
Habita zones obertes, localment a les muntanyes del centre de la Xina. En hivern a l'est i sud de la Xina.

## Taxonomia
Ubicat tradicionalment al monotípic gènere Latoucheornis (Bangs, 1931) ha estat traslladat a Emberiza, arran treballs com ara Alström et al, 2008